# Kolaboracja pod okupacją niemiecką podczas II wojny światowej

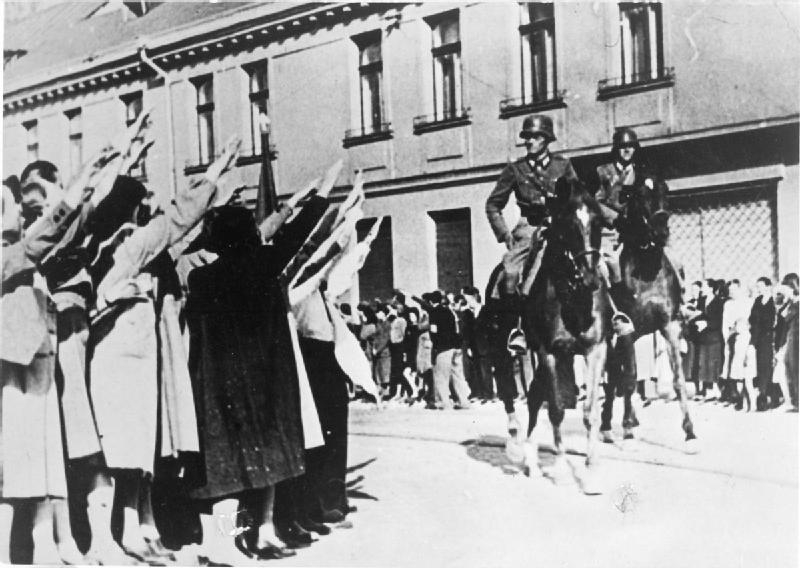
Niemcy z Łodzi witają hitlerowskim pozdrowieniem niemiecką kawalerię w 1939 roku.

Podobnie jak podczas wielu wcześniejszych konfliktów wojennych, także podczas II wojny światowej, okupanci niemieccy chcieli oprzeć się na współdziałaniu określonych kręgów ludności z niektórych podbitych krajów, bądź też tę ludność zmuszała do tego sytuacja wojenna. Bez pewnego zakresu tej współpracy nie mogłyby też funkcjonować mechanizmy życia codziennego, nieodzowne również dla okupanta dla zabezpieczenia jego interesów. Prawo międzynarodowe dopuszcza współdziałanie z władzami okupacyjnymi, które oznacza minimum identyfikacji z celami najeźdźcy. Do owego minimum należą: dążenie do zapewnienia bezpieczeństwa przez rodzimą policję, utrzymanie komunikacji, podjęcie działalności różnych służb publicznych na rzecz ludności okupowanego kraju, np. komunalnych, bankowych, administracji lokalnej, charytatywnych. Inny charakter miała jednak dobrowolna współpraca z okupantem na rzecz jego siły militarnej, postawa naruszająca lojalność wobec własnego państwa lub co najmniej stawiająca ją pod znakiem zapytania, która po wojnie została nazwana kolaboracją.
Dla określenia różnej treści współpracy zbiorowej z okupantem w okresie II wojny światowej używa się współcześnie różnych pojęć, jak zdrada i quislingizm (podobne zakresy znaczeniowe), kolaboracjonizm w znaczeniu zbliżenia ideologicznego oraz kolaboracja jako przeciwieństwo postawy wyczekującej. Niekiedy pojawia się także termin „superkolaboracja”, który oznacza najwyższą gorliwość w służbie najeźdźcy lub wyrzeczenie się własnego państwa czy narodu, dobrowolną opcję na rzecz Niemiec (np. wojskowa przysięga na wierność Hitlerowi czy zadeklarowanie niemieckiej przynależności państwowej).
Kolaborację można podzielić na kolaborację indywidualną oraz instytucjonalną. Pierwszy typ kolaboracji dotyczy współpracy z okupantem pojedynczych osób (polityków, działaczy społecznych, wojskowych, przemysłowców, ludzi kultury itp.), natomiast w drugim przypadku chodzi o kolaborację określonych struktur państwowych, jeśli odbywała się ona w pewnych ramach organizacyjnych. W tym przypadku wydziela się kolaborację na płaszczyźnie państwowo-politycznej, ideologicznej, wojskowej, gospodarczej i kulturalnej.

## Kolaboracja na płaszczyźnie państwowo-politycznej
W tym przypadku polityka kolaboracji była realizowana przez instytucje państwowe: rząd, parlament i ewentualnie głowę państwa, aparat sądowniczy oraz policje i inne jednostki parapolicyjne. Odmienna sytuacja występowała w przypadku, kiedy dochodziło do emigracji najwyższych władz lub usunięcia przez okupanta legalnych instytucji politycznych; wtedy ciężar kolaboracji spoczywał na administracji państwowej różnego szczebla. W Europie lat 1938–1945 tak rozumiana kolaboracja istniała praktycznie we wszystkich krajach okupowanych przez III Rzeszę. Polska (obszar okupowany Generalne Gubernatorstwo) jest tu chwalebnym wyjątkiem, gdyż żadne władze państwowe nie uległy pokusie współpracy z wrogiem. Panuje przekonanie, że jeżeli indywidualne czy grupowe przypadki kolaboracji Polaków z okupantem niemieckim faktycznie miały miejsce, to miały one charakter marginalny i spotykały się z powszechną pogardą i potępieniem ze strony społeczeństwa.
Historycy wyróżniają 2 formy tego typu kolaboracji: attentyzm, czyli kolaborację bierną, która występuje wówczas, gdy głównym celem kolaborujących władz jest ochrona własnego społeczeństwa oraz aktywizm, tj. kolaborację aktywną, która ma na celu wykorzystanie warunków okupacji do przeprowadzenia głębszych zmian strukturalnych na okupowanym terytorium.
Po opanowaniu podbitych przez siebie krajów Niemcy stosowali różnorodną taktykę wobec lokalnych rządów i administracji. Wynikała ona z takich okoliczności, jak metoda zajęcia kraju oraz cele, jakie Hitler wiązał z poszczególnymi państwami i społeczeństwami.
Poszczególne, okupowane przez III Rzeszę państwa były ponadto pod okupacyjnym zarządem wojskowym (np. Belgia) lub cywilnym (np. Holandia).
- Albania – rząd albański pod przewodnictwem Shefqeta Verlaçiego;
- Belgia – zachowano przedwojenną centralną administrację państwową (sekretarze generalni ministerstw) wraz z policją podzieloną na odrębne jednostki walońskie i flamandzkie;
- Bułgaria, Rumunia – po 1944 roku powstały emigracyjne tzw. Rządy Jedności i Rumuński Rząd Narodowy na terytorium Niemiec;
- Chorwacja – w wyniku działania chorwackich separatystów powstało państwo satelickie na czele z Ante Paveliciem, posiadające własną administrację, policję i siły zbrojne;
- Czarnogóra – Rada Regencyjna, od 1943 roku Rada Rządząca;
- Protektorat Czech i Moraw – rządził ostatni przedwojenny prezydent Czecho-Słowacji – Emil Hacha i rząd. W 1941 premier rządu Protektoratu Alois Eliáš został aresztowany przez Gestapo wobec stałego kontaktu z Edwardem Beneszem;
- Dania – utrzymano władzę króla Danii i rząd wraz z parlamentem (w czasie wojny odbyły się wolne wybory z udziałem partii socjaldemokratycznej) oraz policją z przedstawicielami odpowiednich resortów niemieckich, zaś od września 1943 na czele kolaboranckiej administracji stanęli sekretarze stanu całkowicie zależni od okupacyjnych władz niemieckich, władze duńskie uniemożliwiły zagładę Żydów duńskich umożliwiając ich pełną ewakuację statkami do neutralnej Szwecji;
- Francja Vichy – w obliczu klęski Zgromadzenie Narodowe III Republiki po dymisji prezydenta Francji Alberta Lebrun, udzieliło pełnych pełnomocnictw marszałkowi Philippe’owi Pétainowi. Administracja Vichy funkcjonowała na terenie Francji okupowanym przez III Rzeszę i na terenie nieokupowanej Francji kontynentalnej (z siedzibą w Vichy) wraz z rządem (premierzy: Pierre Laval i admirał Francois Darlan) i wszystkimi strukturami państwowymi (wojsko, policja) i w koloniach Francji. Nieokupowana strefa Francji kontynentalnej została zajęta przez Wehrmacht w listopadzie 1942, przy zachowaniu francuskich struktur państwowych;
- Grecja – w 1941 roku powstał tzw. „rząd narodowy” greckich generałów, dysponujący własną administracją i policją oraz Bataliony Bezpieczeństwa pod komendą gen. Dertilisa;
- Holandia – zachowano przedwojenną centralną administrację państwową (sekretarze generalni ministerstw) wraz z policją, zaś od początku 1943 roku powołano dwie nowe formacje parapolicyjne – Nederlandse Landsturm i Landwacht Nederland (Landstorm Nederland);
- Litwa, Łotwa i Estonia – od początku 1942 roku powołano kolaboranckie administracje – tzw. zarządy krajowe (na Litwie pod przewodnictwem gen. Petrasa Kubiliūnasa, na Łotwie – gen. Oskarsa Dankersa, w Estonii – Dyrektoriat Krajowy na czele z prof. Hjalmarem Mäe), dysponujące własną policją, litewska policja polityczna (Sauguma), Litewskie Formacje Miejscowe (Lietuvos vietinė rinktinė), litewska policja pomocnicza (tzw. szaulisi);
- Norwegia – powołano Radę Państwową, składającą się z 12 komisarycznych radców państwowych, od 1 lutego 1942 przekształconą w tzw. „rząd narodowy” na czele z Vidkunem Quislingiem;
- Serbia – utworzono rząd pod przewodnictwem gen. Milana Nedicia, który dysponował swoją administracją i policją, Serbska Straż Państwowa, Serbski Korpus Ochotniczy oraz Rosyjski Korpus Ochronny złożony z rosyjskich „białych” emigrantów,
- Słowacja – w wyniku działania słowackich separatystów powstało państewko satelickie na czele z ks. dr. Jozefem Tiso, dysponujące własną administracją, policją i siłami zbrojnymi;
- Słowenia – tzw. Rada krajowa;
- Wielka Brytania – okupowane Wyspy Normandzkie, funkcjonowały lokalne samorządy, zarządy tzw. rady i parlamenty oraz policja brytyjska;
- Węgry – po zamachu stanu 15 października 1944 istniał tzw. „rząd narodowy” Państwa Węgierskiego, na czele którego stanął „wódz narodu” Ferenc Szalasi;
- Włochy – po 1943 roku w północnej części kraju powstał kontrolowany przez Niemców rząd Włoskiej Republiki Socjalnej;
- okupowane tereny ZSRR – wprowadzono władze wyłącznie niemieckie (z wyjątkiem Białorusi, gdzie utworzono kolejno: Białoruską Narodową Samopomoc, Białoruski Komitet Zaufania i Białoruską Centralną Radę oraz lokalnego samorządu rosyjskiego w okolicy Łokot na obszarze objętym zarządem wojskowym, który utworzył Bronisław Kaminski w zamian za zwalczanie partyzantów), od sierpnia 1941 tworzono także oddziały policyjne złożone z miejscowej ludności określane mianem „Schutzmannschaften” (oddziały ochrony), Ukraińska Policja Pomocnicza, tzw. Wolny Korpus Samoobrony, przekształcony w białoruskie bataliony bezpieczeństwa, powstała pod koniec okupacji Białoruska Obrona Krajowa.

## Kolaboracja ideologiczna
Kolejną z form kolaboracji w państwach okupowanych przez Niemcy podczas II wojny światowej była kolaboracja ideologiczna, zwana też niekiedy kolaboracjonizmem. Wynikała ona ze zbliżenia ideologicznego niektórych rodzimych partii i ugrupowań politycznych do ideałów faszyzmu czy niemieckiego nazizmu. Dotyczyło to również niektórych przedwojennych partii politycznych, zwłaszcza w początkach okupacji oraz germańskich SS, tworzonych tylko w niektórych z okupowanych państw:
- Albania – kontrolowana przez Włochów, a potem Niemców Albańska Partia Faszystowska;
- Belgia – Flamandzki Związek Narodowy (VNV) Stafa de Clercqa, Niemiecko-Flamandzki Związek Pracy (DeVlag) Jefa van de Wiele, ruch rexistów Leona Degrelle’a, Algemeene-SS Vlaanderen, król Leopold III Koburg, Hendrik de Man;
- Bułgaria – Porozumienie Bułgarsko-Niemieckie, Narodowy Ruch Socjalny;
- Chorwacja – partia Ustasze – Chorwacki Ruch Rewolucyjny A. Pavelicia;
- Czarnogóra – Unia Faszystów;
- Protektorat Czech i Moraw – masowa organizacja „Solidarność Narodowa” powołana przez działaczy przedwojennych partii politycznych, Czeski Obóz Narodowo-Społeczny „Vlajka” Jana Rys-Rozsévača, Narodowa Wspólnota Faszystowska gen. Radola Gajdy, płk rez. Emanuel Moravec, minister szkolnictwa i oświaty od stycznia 1942 r, Wojskowa Służba Propagandowa, Kuratorium do spraw wychowania młodzieży w Czechach i na Morawach, Narodowo-Socjalistyczna Partia Czeskich Robotników i Chłopów, Gwardie Światopełkowe, Czeska Liga przeciw Bolszewizmowi, Czeski Związek Wojskowy;
- Dania – Narodowosocjalistyczna Duńska Partia Robotnicza, Fritsa Clausena, Germański Korpus (przemianowany w marcu 1943 roku na Korpus Schalburga);
- okupowana płn. część Francji – Francuska Partia Ludowa (Parti Populaire Francais, PPF) Jacques’a Doriota, Zgromadzenie Narodowo-Ludowe (Rassemblement National-Populaire RNP) Marcela Deata, Mouvement Social Revolutionnaire Eugène’a Deloncle’a, le Francisme Marcela Bucarda, Ligue Francaise Pierre’a Constantini, Milicja Francuska (Milice Francaise) Josepha Darnanda, Bretońska Partia Narodowa (PNB), Robert Brasillach;
- Grecja – Narodowa Socjalistyczna Organizacja Patriotyczna (ESPO) dr. Sterodimosa, Organizacja Narodowych Sił Grecji (OEDE);
- Holandia – Unia Holenderska (Nederlandse Unie), składająca się gł. z działaczy przedwojennych partii politycznych, Narodowo-Socjalistyczny Ruch Holenderski (Nationaal-Socialistische Beweging NSB) Antona Musserta i Rosta van Tonningena, holenderskie SS pod komendą J.H. Feldmeijera;
- Litwa, Łotwa i Estonia – Litewski Front Aktywistów, piorunokrzyżowcy, wabsowie;
- Macedonia – po 1944 roku współpraca z Niemcami jednej z frakcji Wewnętrznej Macedońskiej Organizacji Rewolucyjnej;
- Norwegia – w początkowym okresie okupacji tzw. Rada Administracyjna dla Okupowanych Obszarów z udziałem działaczy przedwojennych partii politycznych, Nasjonal Samling (Zjednoczenie Narodowe) pod przewodnictwem V. Quislinga, norweskie SS pod komendą Jonasa Lie;
- Rumunia – Żelazna Gwardia;
- Serbia – organizacja faszystów serbskich „ZBOR” Dimitrije Ljoticia;
- Słowacja – Gwardia Hlinkowa, Słowacka Partia Ludowa;
- Słowenia – Legija Smrti, Slovenski Narodni Varnostni Zbor;
- Węgry – Strzałokrzyżowcy;
- okupowane obszary ZSRR – Partia Białoruskich Nacjonalistów, Narodowo-Socjalistyczna Partia Robotnicza Rosji Bronisława Kamińskiego;
- okupowane obszary II Rzeczypospolitej – Narodowa Organizacja Radykalna, Organizacja Toma, Goralenvolk, Ukraiński Komitet Centralny.

## Kolaboracja wojskowa
Ten typ kolaboracji oznaczał współpracę z okupantem pozostawionych lub tworzonych od nowa armii krajowych oraz udział ochotniczych formacji wojskowych w armii niemieckiej, a także współpracę z władzami niemieckimi formacji o charakterze wojskowym. Dotyczy to również antykomunistycznych partyzantek narodowych, które w niektórych krajach z różnych powodów współdziałały z Niemcami:
- Albania – 21 Dywizja Górska Waffen SS „Skanderbeg”, oddziały Balii Kombetar, oddziały Legalitet;
- Czarnogóra – Samoobrona Ludowa;
- Belgia – Ochotniczy Legion Flandryjski (Legion Flandern), brygada szturmowa „Langermarck”, a następnie 27 Ochotnicza Dywizja Grenadierów Pancernych Waffen SS „Langemarck”, Legion Waloński w ramach Wehrmachtu przeniesiony następnie jako walońska brygada do Waffen SS pod dowództwem Leon Degrelle'a, przekształcony w 28 Ochotniczą Dywizję Grenadierów Pancernych Waffen SS „Wallonien”;
- Bułgaria – Bułgarski Pułk Grenadierów SS;
- Chorwacja – wojsko chorwackie (Hrvatsko domobranstvo) liczące około 200-250 tysięcy żołnierzy na czele z gen. (później marszałkiem) Slavko Kvaternikiem, Chorwacki Legion Ochotniczy wraz z eskadrą lotniczą na froncie wschodnim;
- Protektorat Czech i Moraw – tzw. Rządowe Wojsko (Vladni Vojsko), Czeskie Bataliony Porządkowo-Ochronne Żandarmerii i Policji Protektoratu, Legion antybolszewicki, Ochotnicza Kompania SS Świętego Wacława, cety ZZ, bataliony RAD;
- Dania – duńska armia i flota wojenna (znacznie zmniejszone) do sierpnia 1943, Frikorps Danmark pod dowództwem ppłk. Christiana P. Kryssinga, a od wiosny 1942 kpt. Christiana F. von Schalburga, pułk „Nordland”, 11 Ochotnicza Dywizja Grenadierów Pancernych Waffen SS „Nordland”;
- okupowana płn. część Francji – Legion Ochotników Francuskich przeciw Bolszewizmowi (LVF);
- Francja Vichy – ochotnicza „armia zawieszenia broni” licząca około 100-120 tysięcy żołnierzy z flotą wojenną (admirał Francois Darlan) i lotnictwem, tzw. Falanga Afrykańska, powstała w październiku 1942 we francuskiej Tunezji, 33 Dywizja Grenadierów Waffen SS „Charlemagne”;
- Grecja – Grecka Unia Narodowo-Demokratyczna (EDES) gen. Napoleona Zervasa;
- Holandia – Ochotniczy Legion Holenderski (Vrijwilligerslegioen Nederland), pułk „Westland”, brygada, a potem 23 Dywizja Grenadierów Pancernych Waffen SS „Nederland”;
- Litwa, Łotwa i Estonia – Legion Estoński SS, dwie łotewskie dywizje Waffen SS, estońska dywizja Waffen SS;
- Norwegia – Legion Norweski (Den Norske Legion), pułk „Nordland”, 11 Ochotnicza Dywizja Grenadierów Pancernych Waffen SS „Nordland”;
- Rumunia - Rumuński Pułk Grenadierów SS;
- Słowacja – armia słowacka (Słowacka Ekspedycyjna Grupa Armijna pod dowództwem gen. Ferdinanda Catlosa, przekształcona w sierpniu 1941 w dwie dywizje piechoty: 1 Zmotoryzowaną Dywizję Piechoty (zwaną też Szybką Dywizją) i 2 Ochronną Dywizję Piechoty), tzw. Domobrana, SS-Heimatschutz Slowakei;
- Słowenia – Gorenjsko Domobranstvo, Slovensko domobranstvo;
- okupowane terytoria II Rzeczypospolitej:
  - Polacy nigdy nie utworzyli kolaboracyjnych struktur władzy (rządu, struktur wojskowych, ani polskich jednostek Waffen-SS), co stanowiło wyjątek wśród krajów europejskich okupowanych przez III Rzeszę[3]. Za kolaborancką uchodzi Brygada Świętokrzyska – oddział zbrojny tej części Narodowych Sił Zbrojnych, która nie podporządkowała się rozkazowi scalenia z Armią Krajową (NSZ-ZJ), działający w okresie od połowy sierpnia 1944 do połowy sierpnia 1945. Brygada od jesieni 1944 pozostawała w stałym kontakcie z szefem komórki Gestapo odpowiedzialnej za zwalczanie polskiego podziemia w dystrykcie radomskim SS-Hauptsturmführerem Paulem Fuchsem za pośrednictwem niemieckiego agenta kpt. Huberta Jury ps. „Tom”, który pełnił w brygadzie funkcję oficera do zadań specjalnych i jeszcze przed jej powstaniem utworzył organizację wywiadowczą nazwaną od jego pseudonimu organizacją Toma, współpracującą z Gestapo i SS w zwalczaniu podziemia komunistycznego i politycznych przeciwników Brygady Świętokrzyskiej z niekomunistycznych organizacji ruchu oporu (zarówno lewicowych, takich jak PAL i OW PPS-AK, jak i prawicowych, np. NOW-AK, NSZ-AK oraz BCh)[4], mając na celu przejęcie przez wywodzące się z ONR polityczne zaplecze brygady pełni władzy w Polsce w drodze zamachu stanu i wprowadzenie w niej faszystowskiej dyktatury[5][6]. W styczniu 1945, wobec zbliżającej się do Polski ofensywy Armii Czerwonej, brygada wycofała się wraz z Niemcami z Kielecczyzny przez Śląsk na terytorium Protektoratu Czech i Moraw, gdzie w ostatnich dniach wojny przeszła na stronę wojsk amerykańskich. 5 maja 1945 wyzwoliła hitlerowski obóz koncentracyjny dla kobiet w Holisovie k. Pilzna, a następnie nawiązała kontakt z amerykańską 3 Armią gen. George’a Pattona. Ze względu na swoją przeszłość była jednak dla Amerykanów sojusznikiem politycznie niewygodnym, dlatego w sierpniu 1945 została rozformowana przez dowództwo amerykańskie[7]. Formacja ta posiadała niemieckich oficerów łącznikowych, zaopatrzenie i dostawy amunicji oraz dyslokowała się według rozkazów niemieckiego dowództwa;
  - białoruskie formacje: Białoruska Policja Pomocnicza, Białoruska Obrona Krajowa, Białoruska Samoobrona, 23 Rosyjsko-Ukraiński Batalion SD, 101 Batalion Schutzmannschaft, 30 Dywizja Grenadierów SS;
  - ukraińskie formacje: Legion Ukraiński, Ukraińska Powstańcza Armia, 14 Dywizja Grenadierów Waffen SS, Dywizja Von Stumpfeld, Oddział PuMa, Ukraińscy Wolni Kozacy, Ukraińska Armia Wyzwoleńcza, Ukraiński Legion Samoobrony, Ukraińska milicja, Ukraińska Armia Narodowa, Ukraińska Policja Pomocnicza. Bataliony: „Nachtigall”, „Roland”, 103 Batalion Schutzmannschaft, 109 Batalion Schutzmannschaft, 201 Batalion Schutzmannschaft, 101 Batalion Schutzmannschaft, 23 Rosyjsko-Ukraiński Batalion SD, 553 Wschodni Batalion Ludowy. Pułki: 4 Pułk Policji SS, 5 Pułk Policji SS, 6 Pułk Policji SS, 7 Pułk Policji SS, 8 Pułk Policji SS. Brygady: Brygada Przeciwpancerna Wolna Ukraina, Brygada Spadochronowa Gruppe B;
  - żydowskie formacje ochotnicze: Jüdischer Ordnungsdienst, Urząd do Walki z Lichwą i Spekulacją (tzw. 13-tka), Żagiew, Judenraty;
  - zdarzały się też formy współpracy z okupantem pod przymusem i groźbą śmierci (Policja Polska Generalnego Gubernatorstwa, Sonderkommanda w niemieckich obozach zagłady), a na terenach Kresów Wschodnich także dobrowolne, jednak nie miały one charakteru kolaboracji z III Rzeszą (współpraca z Niemcami była wymuszona stanem wyższej konieczności i dlatego polscy historycy często piszą w tym kontekście o „pozornej kolaboracji” czy wręcz wallenrodyzmie[8]), a jedynie podjęcia i to w krótkim okresie pewnej współpracy z Niemcami (wykorzystując ich) dla realizacji celów własnych, a nie niemieckich[9]:
    - Zgrupowanie Stołpeckie AK – w pierwszych miesiącach swojego istnienia, od czerwca do grudnia 1943, oddział ten prowadził intensywną walkę z Niemcami, współpracując przy tym z sowiecką partyzantką. W grudniu Sowieci podstępnie uprowadzili jednak dowództwo batalionu oraz rozbroili większość jego pododdziałów. Komendę nad niedobitkami objął wówczas ppor. Adolf Pilch ps. „Góra” / „Dolina”, który za zgodą przełożonych zawarł wówczas taktyczny sojusz (rozejm i dozbrojenie) z okupantem niemieckim przeciwko kilkunastotysięcznym zgrupowaniom partyzantki sowieckiej. Była to jedyna szansa na przetrwanie w terenie i ochronę ludności polskiej przed atakami ze strony Sowietów. Dzięki temu porozumieniu zgrupowanie mogło latem 1944, w obliczu szybkiego zbliżania się frontu wschodniego w wyniku operacji „Bagration”, wycofać się z Puszczy Nalibockiej na Nowogródczyźnie do Puszczy Kampinoskiej pod Warszawą. Tam zerwało kontakt z Niemcami i weszło w skład oddziałów AK w Puszczy, stając się ich poważnym wzmocnieniem w czasie powstania warszawskiego[10];
    - 107 Batalion Schutzmannschaft – była to jednostka zmilitaryzowanej policji podległa dowództwu niemieckiemu, utworzona w listopadzie 1943 we Włodzimierzu Wołyńskim. Służyło w nim 450 Polaków z Wołynia, którzy wstąpili do 107 batalionu ochotniczo, szukając możliwości obrony siebie i swoich sąsiadów przed szalejącym terrorem bojówek UPA. W styczniu 1944, po rozbrojeniu niemieckich oficerów, cały batalion zdezerterował, zasilając szeregi 27 Wołyńskiej Dywizji Piechoty AK[11];
    - 202 Batalion Schutzmannschaft – była to jednostka zmilitaryzowanej policji podległa dowództwu niemieckiemu, utworzona w marcu 1942 w Krakowie, złożona z funkcjonariuszy Policji Polskiej Generalnego Gubernatorstwa, wcielonych do 202 batalionu prawdopodobnie nie do końca zgodnie z ich wolą. Liczyła w sumie 360 ludzi. W maju 1943 batalion został skierowany na Wołyń do walki z partyzantką sowiecką, gdzie przy obojętności lub niewiedzy niemieckich zwierzchników ochraniał polską ludność cywilną przed atakami UPA oraz przeprowadzał akcje odwetowe, sprowadzające się do pacyfikacji wsi ukraińskich. Dochodziło wówczas do masowych dezercji z szeregów batalionu i przechodzenia byłych policjantów do 27 Wołyńskiej Dywizji Piechoty AK[12].
- okupowane obszary ZSRR – oddziały tzw. Hilfswillige (Hiwisów), przekształcone w połowie 1943 roku w tzw. Legiony Wschodnie (Osttruppen), Rosyjska Armia Wyzwoleńcza (ROA) gen Andrieja Własowa, RONA (29 Dywizja Grenadierów Waffen SS), 1 Rosyjska Armia Narodowa, 30 Dywizja Grenadierów Waffen SS, Wschodnioturecki Związek Bojowy Waffen-SS (muzułmanie z radzieckiej Azji Środkowej i Kaukazu), tatarska brygada górska Waffen SS, XV Kozacki Korpus Kawalerii Waffen SS, Kaukaski Związek Bojowy SS, Ochotniczy Pułk Desna;
- nadmienić można o organizowaniu jednostek opartych na Arabach np. Ochotniczy Legion Arabski czy Hindusach np. Ochotniczy Legion Hinduski oraz np. brytyjskim Wolnym Korpusie.